# Iglesia de Jesús (Miramar)
La iglesia de Jesús de Miramar es la segunda mayor iglesia de Cuba. Está situada en la Avenida Quinta, esquina a la calle un 82, en Miramar, La Habana, Cuba. Pertenece a la Arquidiócesis de San Cristóbal de La Habana.

## Historia
Fue iniciada en 1948 e inaugurada el 28 de mayo de 1953, según proyecto de los arquitectos Eugenio Cosculluela y Guido Sutter. 

## Descripción
Es de estilo neorománico-bizantino. 

### Exterior
En los jardines hay una copia de la Gruta de la Virgen de Nuestra Señora de Lourdes diseñado por el arquitecto Max Borges e inaugurada el 13 de mayo de 1958.

### Interior

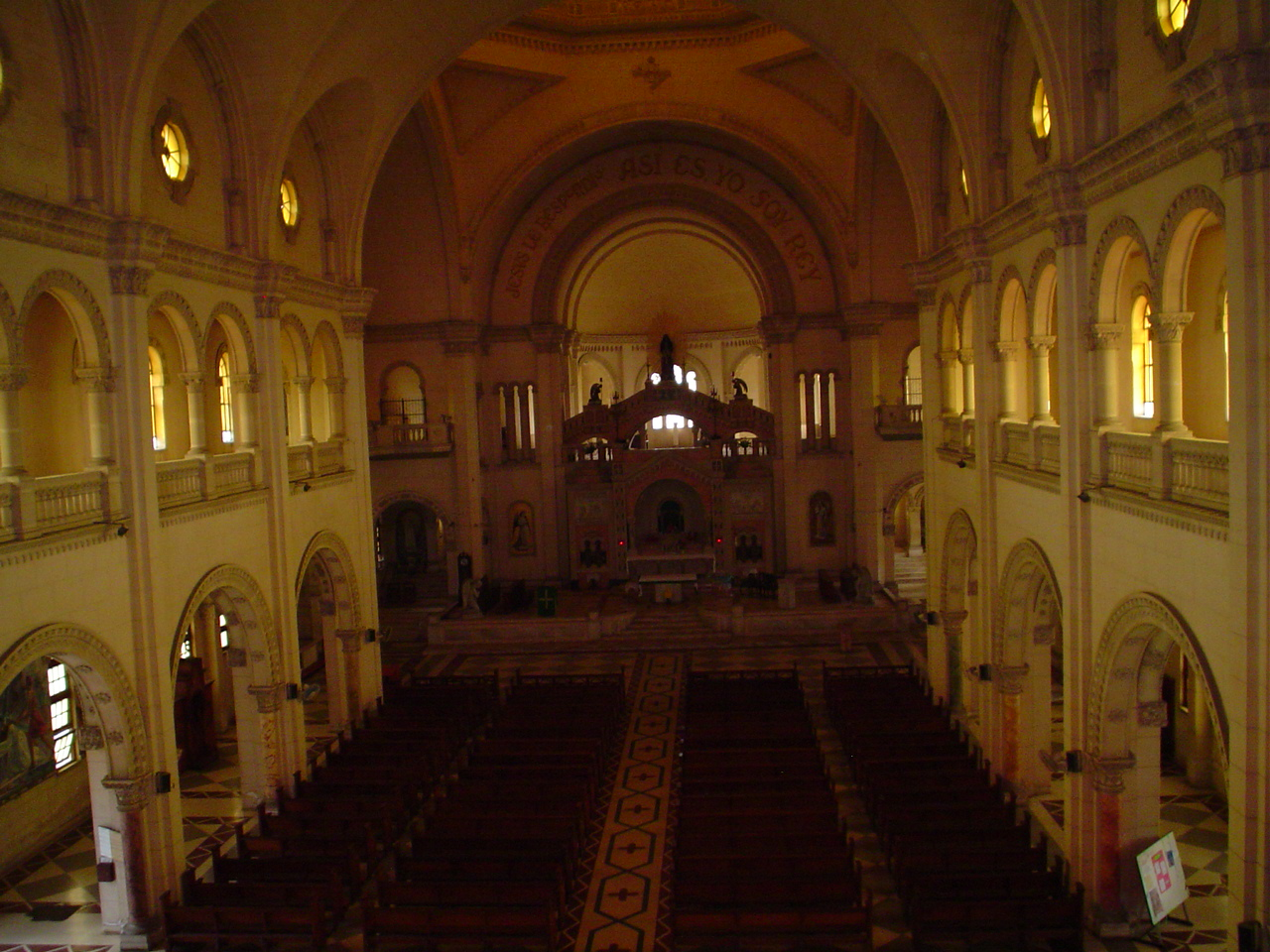
Interior de la iglesia que mira del sur hacia el altar
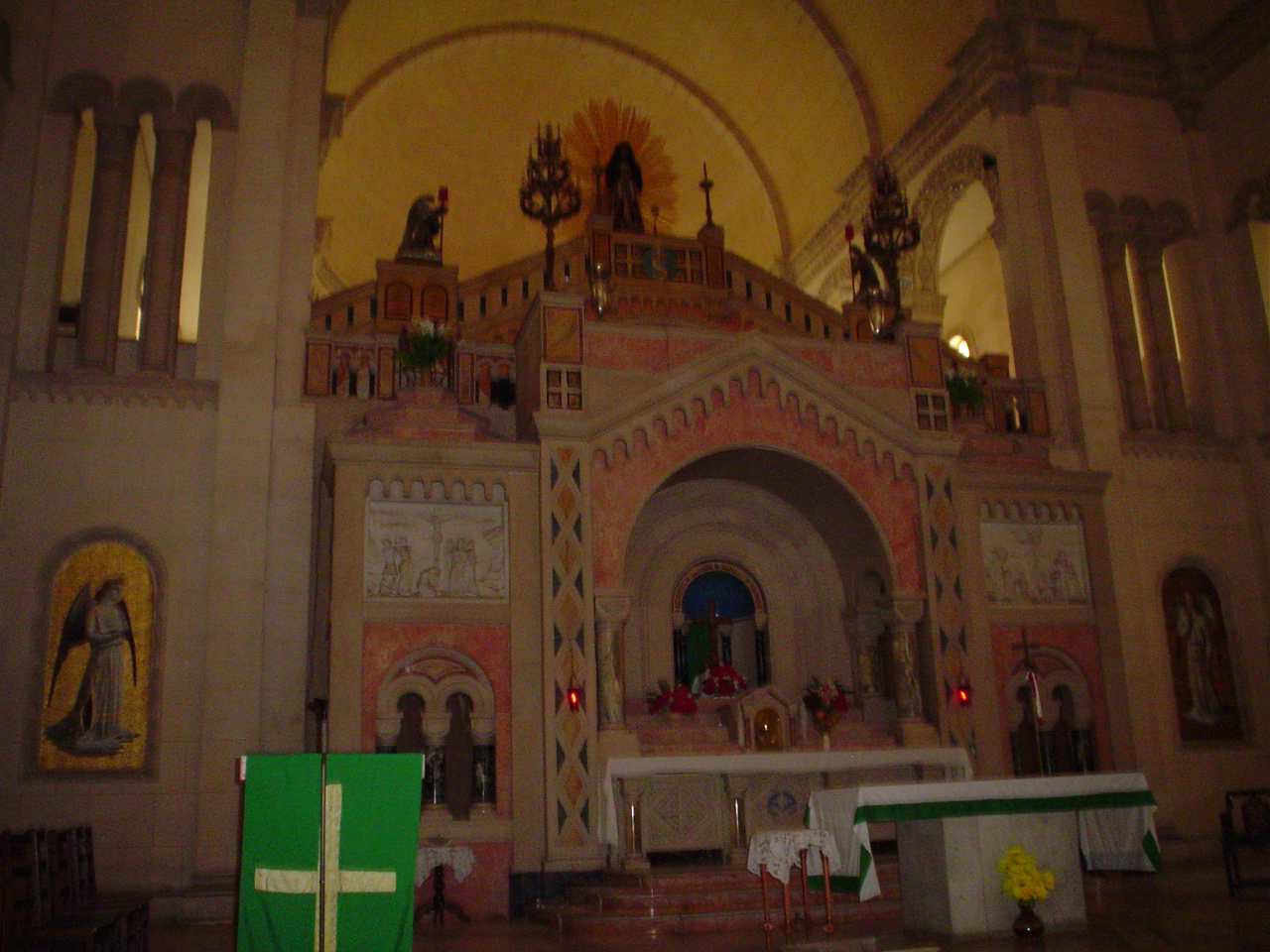
Altar principal

Los 14 grande murales de más de 266 figuras, fueron pintados por el pintor español, Cesáreo Marciano Hombrados y de Onativia entre 1952 y 1959. Su modelo para la Virgen María era su mujer, Sara Margarita Fernández y López.
Su órgano de tubo, de 5000 tubos, es el mayor de Cuba, y fue inaugurado el 22 de noviembre de 1956 en la iglesia. Sus piezas fueron traídas de España para ser montado en la iglesia por el español Guillermo de Aizpuru Egiguren.

## En la cultura
El escritor Carlos Eire, en su libro: Nieve en La Havana, comenta que: "una iglesia que estaba, tan lleno de murales describiendo la pasión de Jesús de Nazaret. Enormes, coloridos murales, la mayoría de ellos densamente empaquetados con multitudes de personas. Lo más extraña era que muchos de quienes habían pagado los murales estaban incluidos en ellos, ent las escenas de multitud."